# Chemin du Crabbegat
Le chemin du Crabbegat (Crabbegatweg en néerlandais), situé à Uccle en Belgique, est un chemin creux qui longe le ravin, de quelque 200 m de longueur, creusé dans le versant nord de l'ancien massif du Wolvenberg.

## Situation et accès
Ce petit chemin part de l'avenue de Fré, à hauteur du Vieux Cornet. Il longe le parc du Wolvendael jusqu'au pont rustique. Là s'arrête sa courte partie carrossable; il se poursuit en chemin creux en lisière du parc. Ce chemin creux montre encore de nos jours comment les gens devaient se rendre jadis par des chemins non pavés à travers champs et bois, de village en village.

## Origine du nom
Pour son nom étrange, qui signifie Trou aux crabes, il existe diverses hypothèses, dont une qui semble assez sérieuse : il pourrait faire allusion à des fossiles océaniques retrouvés jadis à cet endroit.

## Bâtiments remarquables et lieux de mémoire

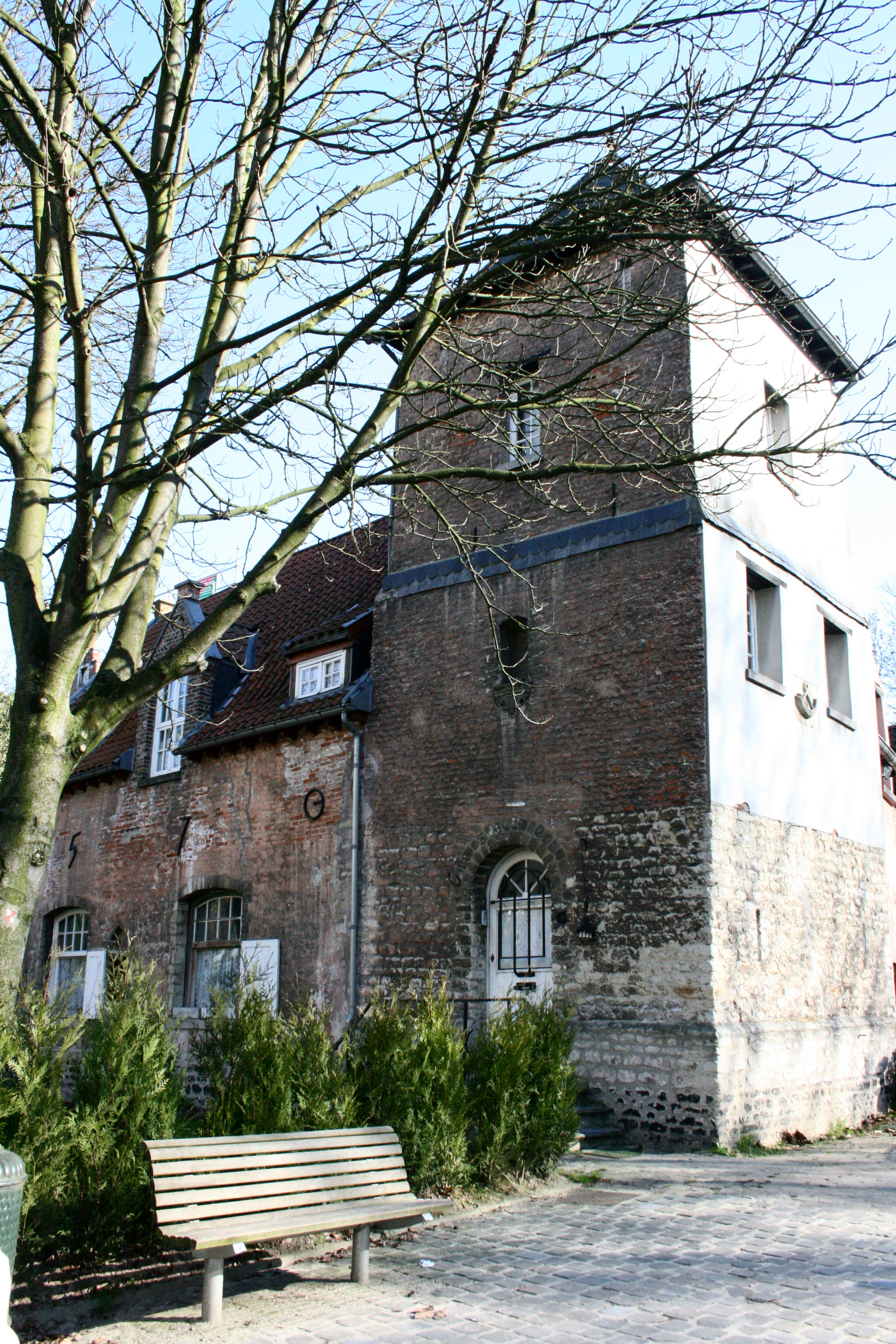
Le Vieux Cornet, dont la tour date du XVe siècle, est le plus vieux bâtiment de Uccle
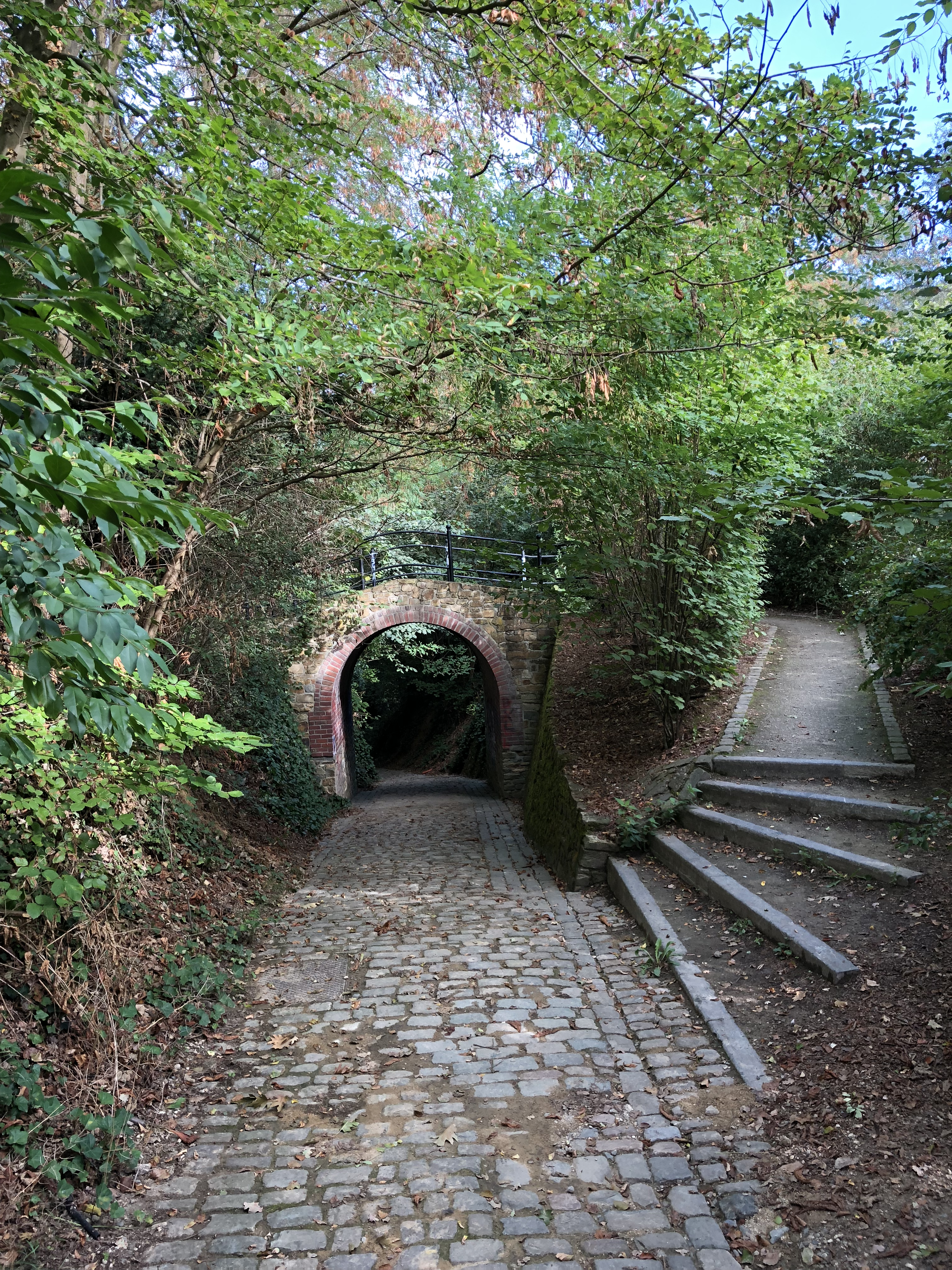
Chemin creux du Crabbegat et escalier menant au parc du Wolvendael
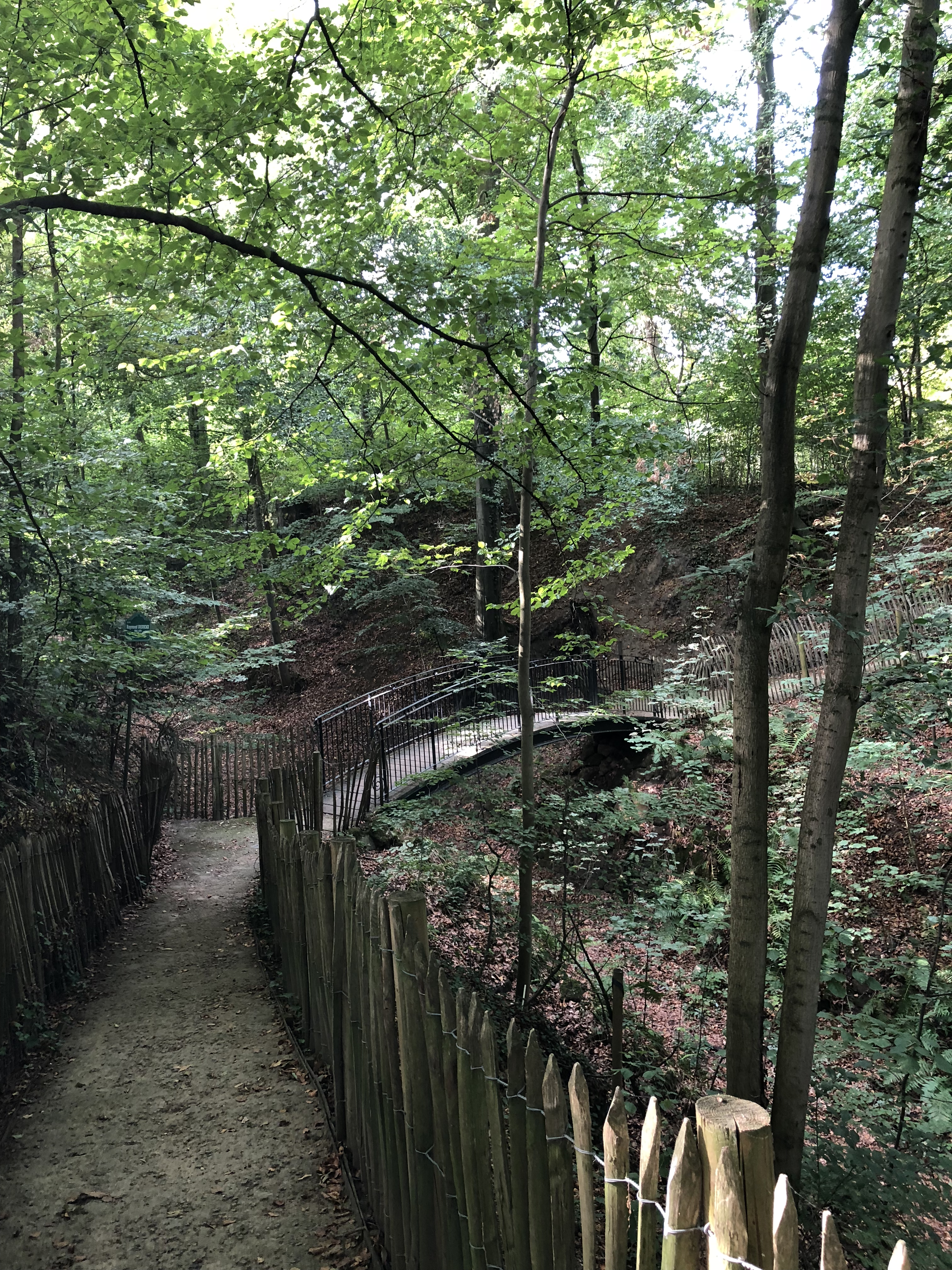
Pont enjambant le ravin vers le parc du Wolvendael